# Arctomecon
Arctomecon ist eine Gattung aus der Familie der Mohngewächse (Papaveraceae). Die drei Arten, die zu dieser Gattung gehören, kommen ausschließlich im Osten der Mojave-Wüste Nordamerikas vor. Sie wachsen dort in den trockensten Teilen der Wüste, wo nur wenige andere Pflanzen gedeihen. Die Pflanzen dieser Gattung werden dort wegen der charakteristischen Blattform bear poppies (Bärenmohn) oder bear paw poppies (Bärenpfoten-Mohn) genannt. Alle drei Arten sind sehr selten und kommen teilweise nur noch in wenigen Populationen vor. 

## Beschreibung

### Vegetative Merkmale
Die Arten der Gattung sind kurzlebige ausdauernde krautige Pflanzen, die eine Pfahlwurzel bilden. Die Laubblätter stehen in einer grundständigen Rosette zusammen. Die blaugrünen Blätter sind 3 bis 20 Zentimeter lang, am vorderen Ende am breitesten (bis 5 Zentimeter), vorne drei- bis siebenlappig. Die Blattlappen enden in einem Stachel. Die Blätter sind dicht mit langen, weißen Haaren besetzt. 

### Generative Merkmale
Der aufrechte Blütenstandsschaft ist im unteren Bereich rau behaart, oben glatt und trägt nur wenige kleine laubblattähnliche Hochblätter. Der schirmförmige zymöse Blütenstand fasst drei bis 20 Blüten zusammen. Die Blüten sind zwittrig und radiärsymmetrisch. Die zwei bis drei Kelchblätter sind  glatt oder sparsam behaart. Die meist sechs, selten vier bis acht, Kronblätter sind leuchtend gelb oder weiß. Es sind zahlreiche Staubblätter vorhanden. Die Staubblätter enden auf gleicher Höhe wie die Narbe oder überragen sie nur wenig. Vier oder fünf Fruchtblätter sind zu einem Fruchtknoten verwachsen. Befruchtete Blüten bilden eine ovale Kapselfrucht auf, die bis zu 100 Samen enthalten kann. Die Kapsel öffnet sich mit vier bis fünf Längsschlitzen, die höchstens über ein Viertel der Fruchtlänge reichen. Die Samen sind glänzend schwarz und besitzen einen deutlichen Arillus. 

## Arten

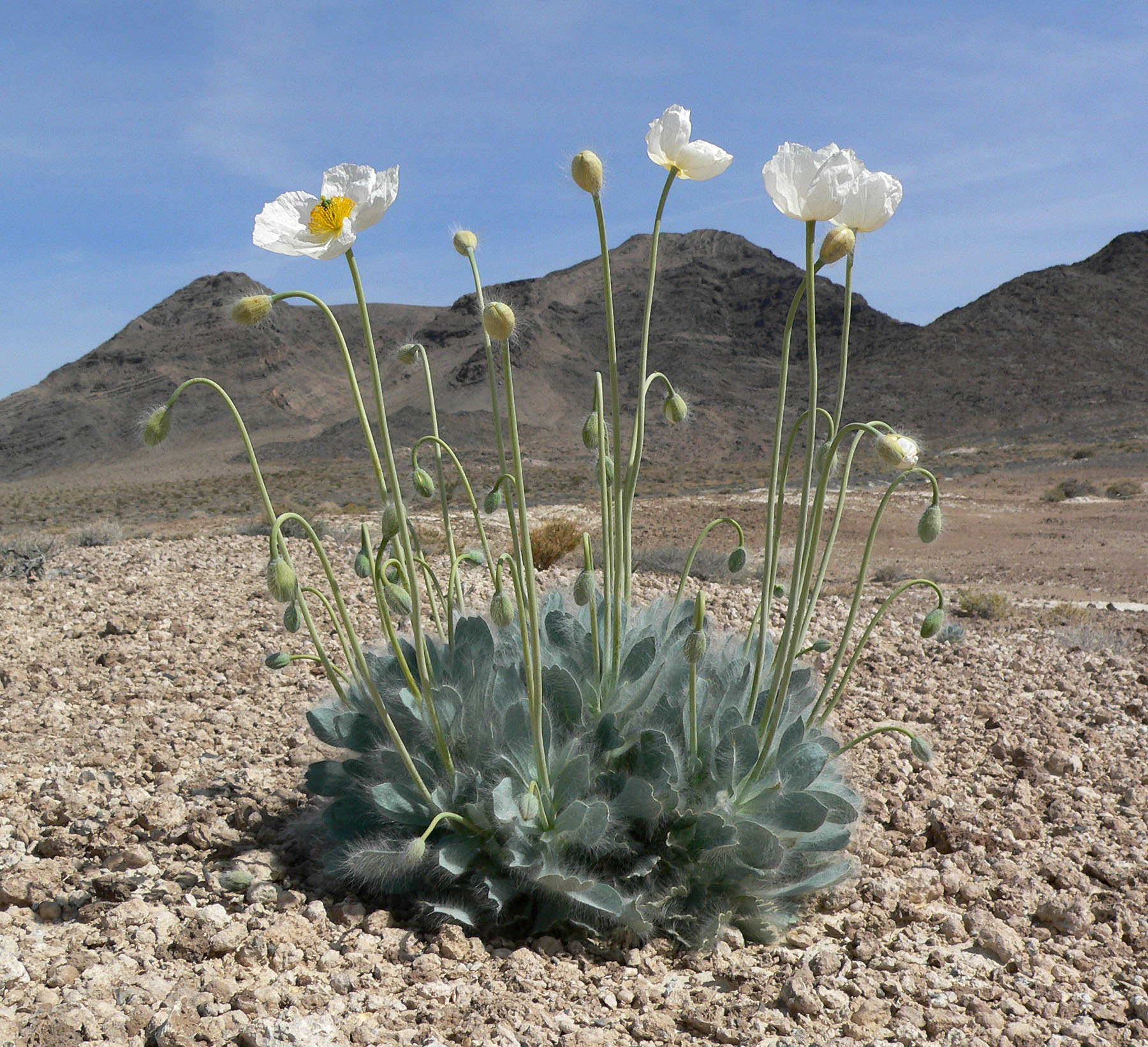
Arctomecon merriamii

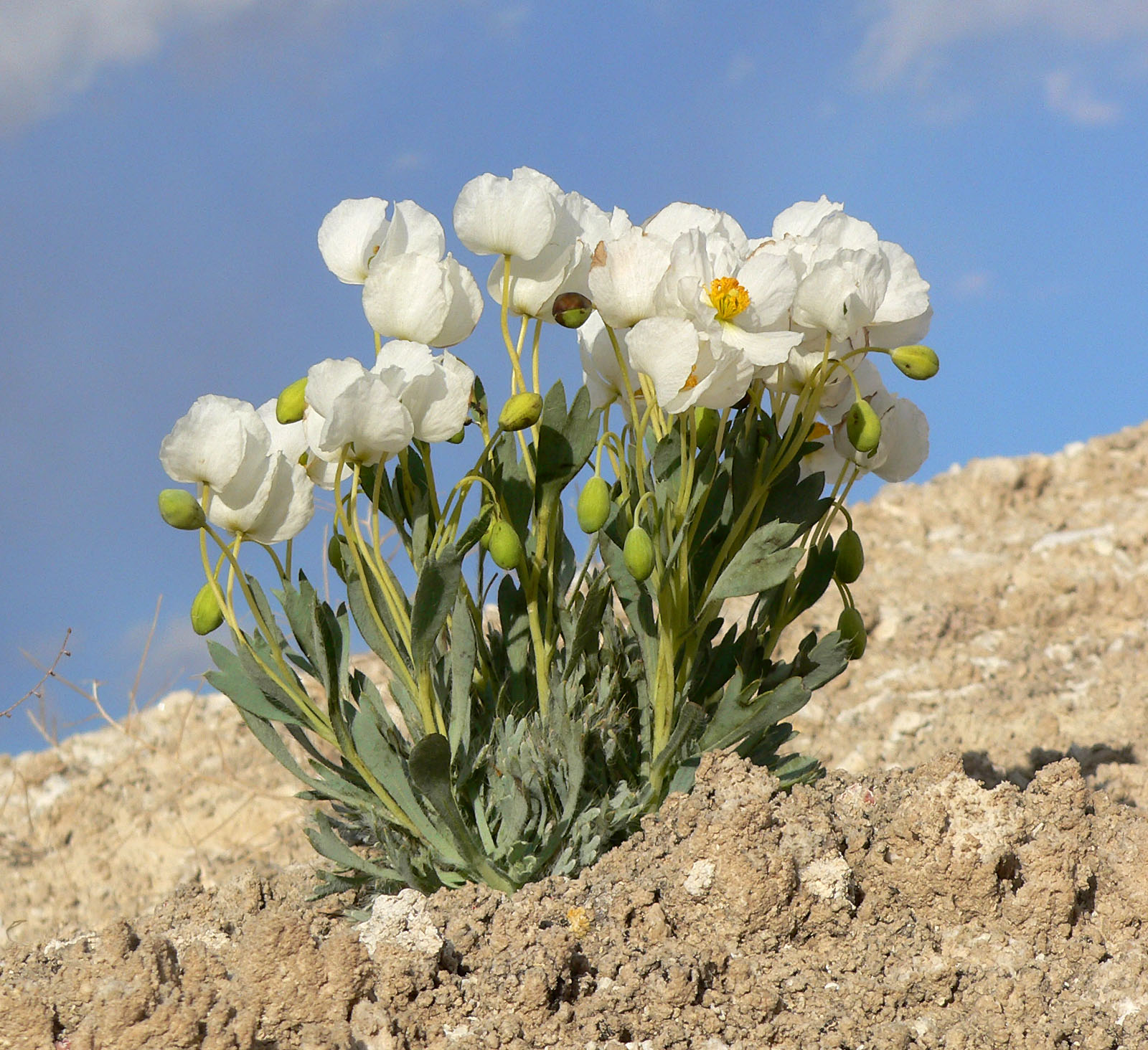
Arctomecon humilis

- Arctomecon californica Torr. & Frém. ist die größte Art der Gattung. Die Stängel können eine Länge von 60 Zentimeter erreichen. Die Blüten sind gelb und erreichen einen Durchmesser von bis zu neun Zentimeter. Das Verbreitungsgebiet sind die Hügel östlich von Las Vegas, der Grand Canyon Nationalpark und das Gebiet um Lake Mead. Gelegentlich wächst diese Pflanze auch auf Brachgrundstücken in Siedlungen.

- Arctomecon merriamii Coville ähnelt Arctomecon californica, hat aber weiße Blüten. Die Art kommt gewöhnlich in der Mojavewüste westlich und nördlich von Las Vegas vor. Das Verbreitungsgebiet reicht bis zum Death Valley.

- Arctomecon humilis Coville hat gleichfalls weiße Blüten, ist aber deutlich kleiner und weniger behaart als die anderen beiden Arten. Die Pflanze ist ausgesprochen selten und wird von einer sehr seltenen Einsiedlerbiene, der Perdita meconis befruchtet. Das Verbreitungsgebiet ist ein sehr kleines Gebiet in der Nähe von St. George in Utah.